# 세토 쇼지
세토 쇼지(일본어: 瀬藤 象二, 1891년 3월 18일 ~ 1977년 10월 20일)는 일본의 전기공학자이다.

## 인물
1891년 3월 18일, 와카야마현 아리다군 도야조촌(현: 아리다가와정)에서 태어났다. 아버지와 형의 권유로 하마구치 고료가 설립한 다이큐학사(현: 와카야마현립 다이큐 고등학교)에 입학, 제일고등학교를 거쳐 1912년 도쿄 제국대학 공학부 전기공학과에 진학했다. 1915년 도쿄 제국대학을 수석으로 졸업한 뒤 호 히데타로 교수의 요청으로 강사를 맡았고 1918년에 조교수가 됐다. 1923년 3월부터 2년 간 베를린 대학교에서 유학, 귀국 후인 1925년에 도쿄 제국대학 교수를 맡았다. 이듬해 1926년부터 이화학연구소 주임연구원으로서 알루미늄의 양극산화법 연구에 착수하여 1928년에는 알마이트를 개발했다.
1939년, 일본 학술진흥회 제37소위원회 위원장으로서 전자 현미경의 국산화를 위해 일본 전자현미경학회(현: 일본 현미경학회)를 설립했다. 이 학회에는 업적을 들어 학회에 기여한 개인에게 주어지는 상인 학회상(세토상)을 마련하고 있다. 도쿄 제국대학 제2공학부, 도쿄 대학 생산기술연구소 설립에 종사했고 생산기술연구소 초대 소장을 맡아 퇴직했다. 그 외에도 전기학회 회장(1941년 1월 ~ 1942년 1월), 일본 전자현미경학회 회장, 도쿄시바우라전기주식회사 전무이사, 일본원자력사업주식회사 회장, 도쿄 전기대학 이사장(1959년 3월 ~ 1971년 3월) 등을 역임했다.
1955년에 자수포장, 1973년에 문화훈장을 각각 받았으며 문화훈장은 그의 모교인 와카야마 현립 다이큐 고등학교에 보관돼 있다. 1977년 10월 20일에 사망했다(향년 86세).

## 저서
- 《応用電気機器学》 [응용전기기기학]. 공립사. 1937년.
- 《直流及交流整流子機》 [직류급 교류정류자기]. 알스 전기공학대강좌 제5권. 알스. 1934년.

## 참고 문헌
- 《세토 쇼지 선생의 업적과 추억》(瀬藤象二先生の業績と追憶), 세토 쇼지 선생 추억 기념 출판회 편·저, 덴키조호샤 간, 1979년(비매품)